# École des beaux-arts de Québec

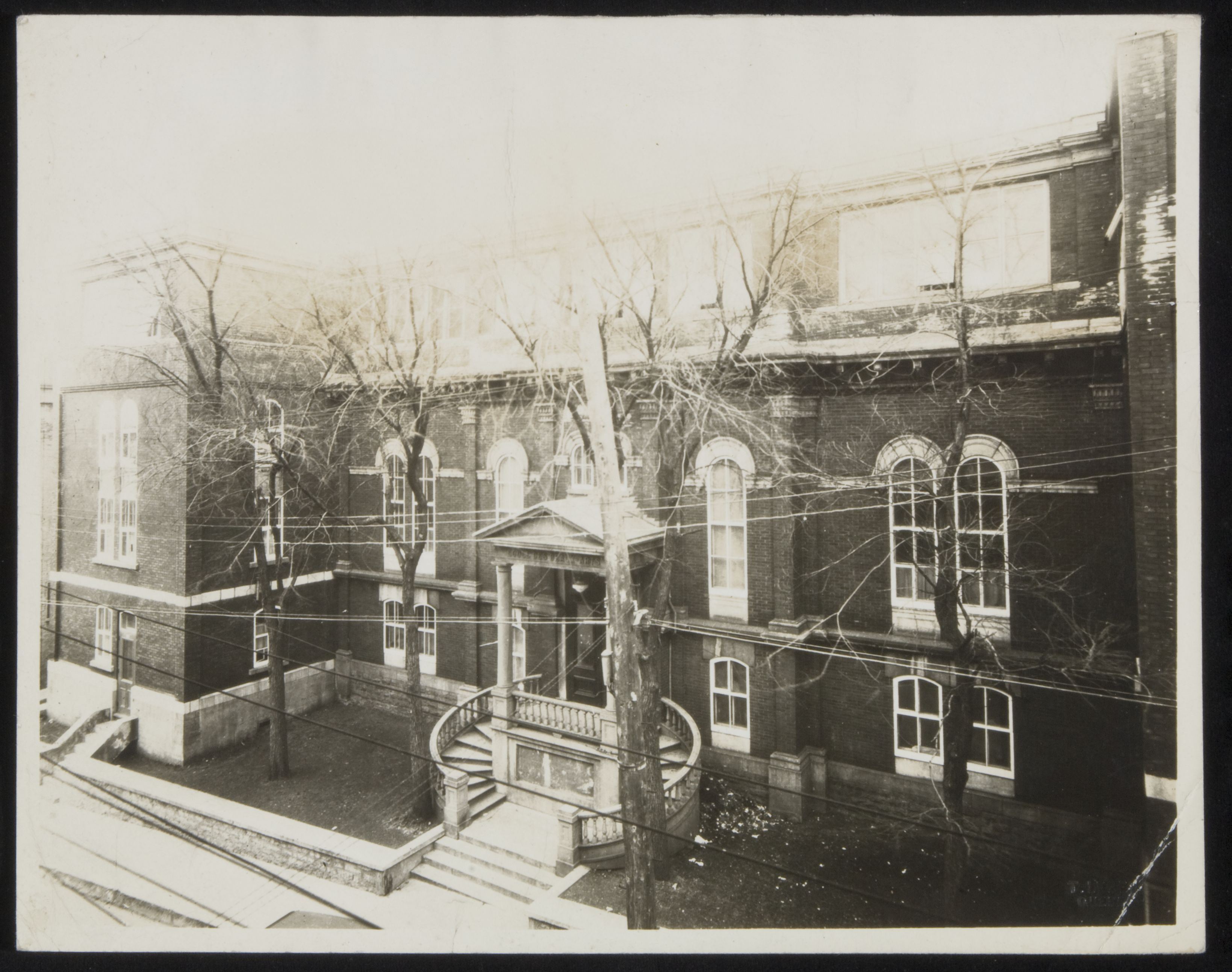
Thaddée Lebel, École des beaux-arts de Québec, 1933-1934, Collection Musée national des beaux-arts du Québec, Don de la collection Yves Beauregard, 2006.3047

L'École des beaux-arts de Québec (EBAQ) est une ancienne institution d'enseignement québécoise, créée en 1922. 

## Histoire
L'école fut créée par le gouvernement du Québec par une loi adoptée par l'Assemblée nationale le 8 mars 1922, créant du même coup sa consœur l'École des beaux-arts de Montréal. L'établissement est alors sous l'autorité du Secrétariat de la Province.
L'école située au 37, rue Saint-Joachim (46° 48′ 42″ N, 71° 12′ 50″ O), ouvrait officiellement ses portes le 7 octobre 1922. Jean Bailleul en était le directeur. 
Les matières enseignée à l'origine sont l'architecture, le dessin, la peinture, la sculpture, les arts décoratifs, la gravure, la tapisserie, l'histoire de l'art, et au fil des années le vitrail, la céramique, les arts graphiques et la photographie notamment.
Le 30 août 1970, l'école cesse ses activités et l'Université Laval prend la relève avec son École des arts visuels.

## Directeurs
- 1922 - 1929 : Jean Bailleul[4]
- 1929 - 1931 : Henry Ivan Neilson[5]
- 1931 : Horatio Walker
- 1931 - 1936 : Charles Maillard (1887-1973)
- 1936 - 1963 : Jean-Baptiste Soucy
- 1963 - 1970 : Marius Plamondon[6]

## Professeurs
- Pierre-Paul Bertin (1967-1970)
- Jeanne d'Arc Corriveau
- Jean Dallaire
- Sylvia Daoust
- Gaston Hoffmann
- Simone Hudon
- Raoul Hunter
- Jean Paul Lemieux
- Achille Panichelli (architecture)
- Omer Parent
- Marius Plamondon
- Jean Soucy
- Paul Lacroix (artiste)

## Étudiants et étudiantes
- Danielle April
- Edmund Alleyn
- Suzanne Bergeron (en)
- Reno Salvail
- Lise CouturierPellan dans l’atelier de sculptures de Jean Bailleul à l’École des beaux-arts de QuébecJoseph Bernard
- Maximilien Boucher
- Claude Carette
- Alonzo Cinq-Mars
- Carmen Coulombe
- Jean-Antoine Demers
- André Du Bois[7]
- Adrien Dufresne
- Antoine Dumas
- Michèle Dumais
- Édouard Fiset
- Simone Hudon
- Raoul Hunter
- Lucille Jobin
- Paul Lacroix
- Irène Legendre
- Marcella Maltais
- Marcel Marois
- Louise Lippé (1969..)
- Alfred Pellan
- Albert Rousseau
- Mariette Rousseau-Vermette

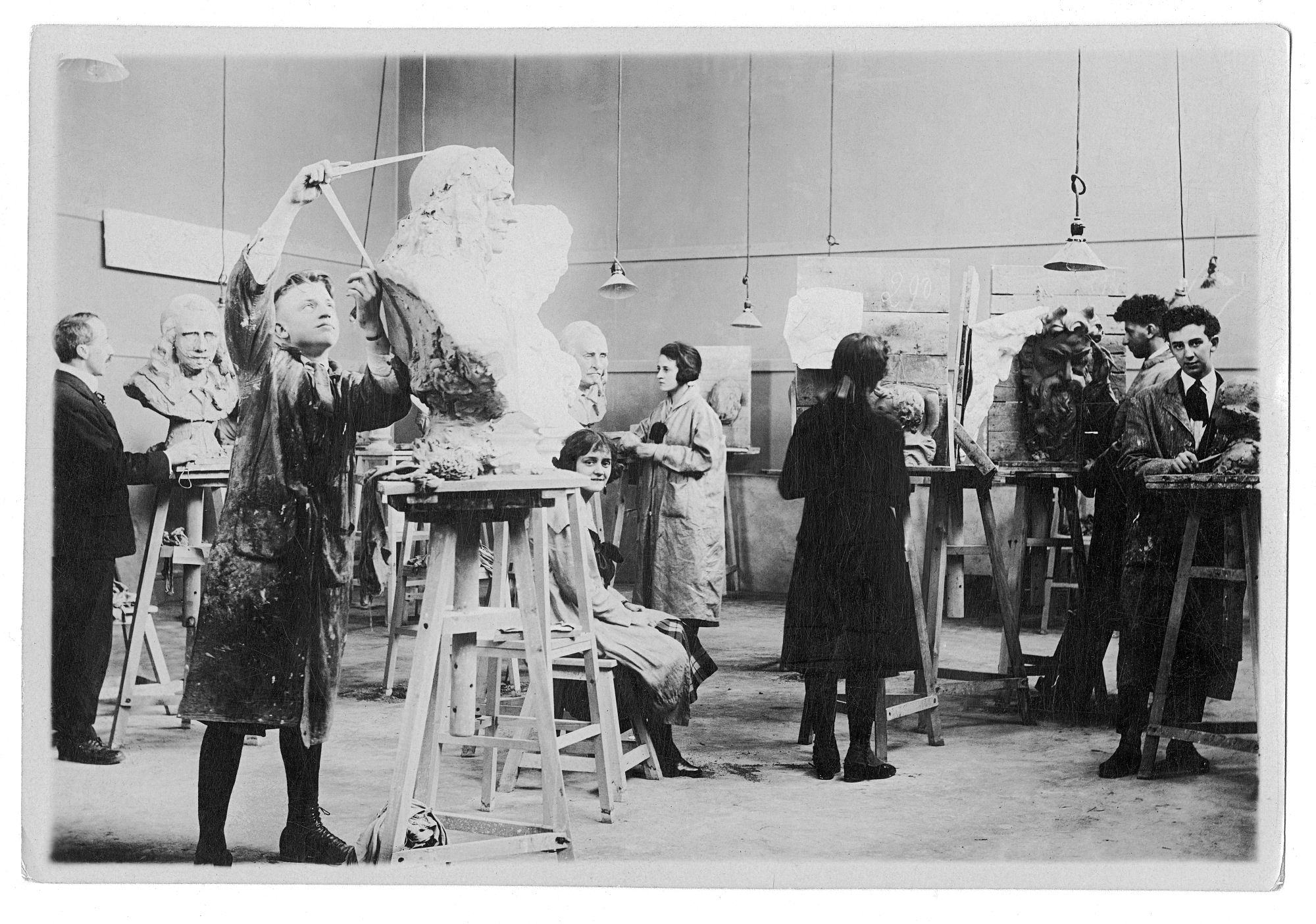
Pellan dans l’atelier de sculptures de Jean Bailleul à l’École des beaux-arts de Québec

- Suzanne Rivard LeMoyne diplôme en 1950
- Nicole Tremblay
- Roland Truchon
- Interaction Qui (Alain Laroche et Jocelyn Maltais)
- Roger Pelerin